# Blutfasan

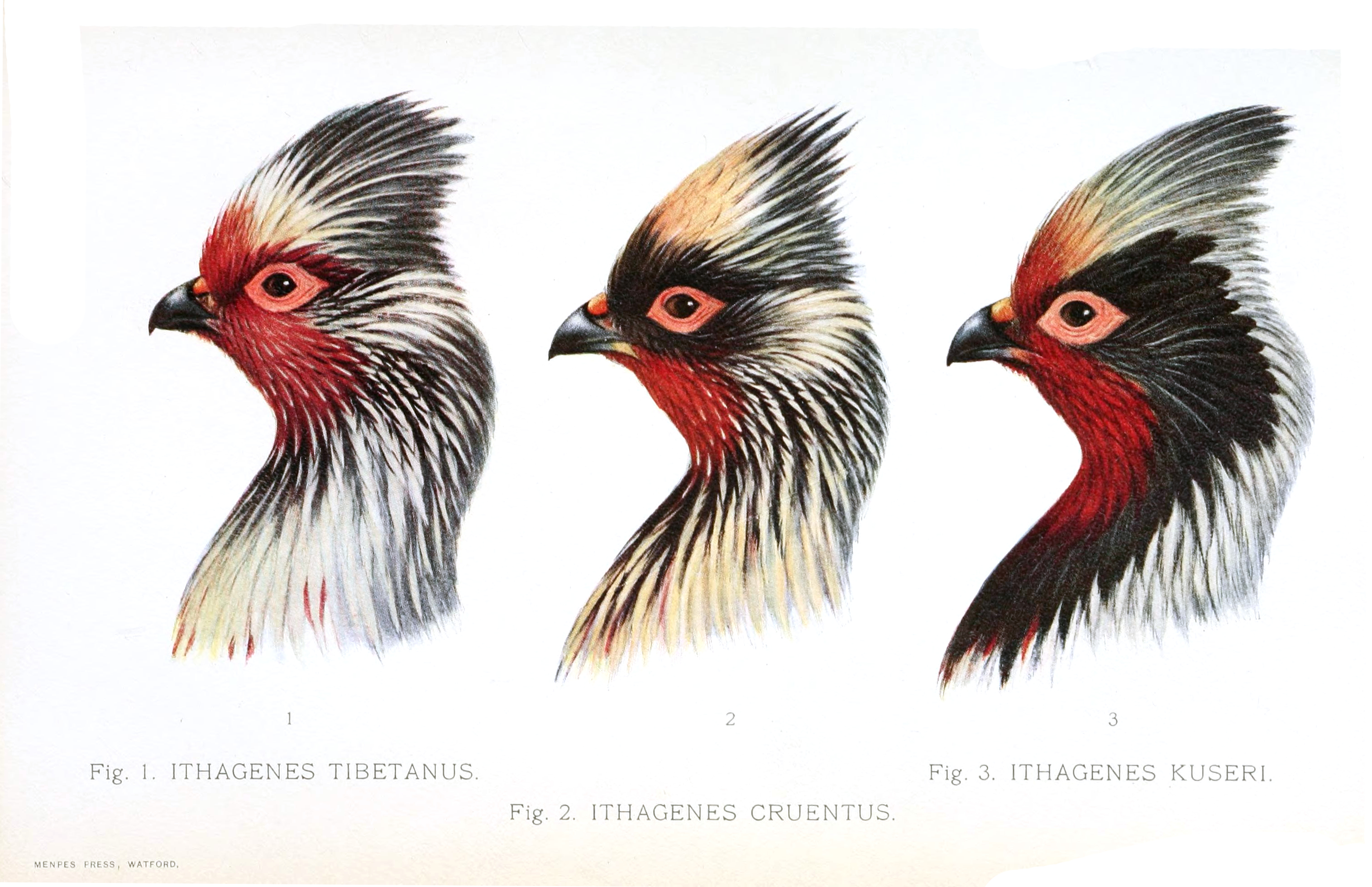
Unterarten des Blutfasans

Der Blutfasan (Ithaginis cruentus) ist eine Art innerhalb der Familie der Fasanenartigen. Die Art ist der einzige rezente Vertreter der Gattung Ithaginis. Die Art kommt in mehreren Unterarten ausschließlich in Ostasien vor.

## Erscheinungsbild
Das Männchen des Blutfasans erreicht eine Körperlänge von 44 bis 48 Zentimetern. Weibchen bleiben etwas kleiner und erreichen eine Körpergröße von 40 bis 42 Zentimetern. Sie wiegen zwischen 410 und 620 Gramm. 
Das Gefieder ist sehr weich und beide Geschlechter weisen eine Federhaube auf, die beim Weibchen etwas kürzer ist. Der Schwanz ist für eine Fasanenart verhältnismäßig kurz. Er läuft stufenförmig aus und besteht aus 14 Schwanzfedern. Der kurze und stark nach unten gebogene Schnabel ist schwarz mit einer roten Basis. Die nackte Haut hinter den Augen ist rot und nimmt bei Männchen in der Fortpflanzungszeit eine leuchtend rote Farbe an. Die Läufe sind im Verhältnis zum Körper lang und kräftig gebaut. Ihre Farbe ist auffällig rot. Die Art kommt in elf Unterarten vor, die in eine grün- und eine rotgeflügelte Gruppe geteilt werden.

## Verbreitungsgebiet
Der Blutfasan kommt im Westen Nepals bis in den Nordosten Indiens, Bhutan und den Nordwesten von Myanmar vor. Er findet sich außerdem in Tibet, in Yunnan und Gansu, Sichuan und Shaanxi. Der Lebensraum sind Wälder und Buschland in mittleren und hohen Höhenlagen. Im Sommerhalbjahr kommt er auf alpinen Matten oberhalb der Baumgrenze sowie in Wacholder-, Rhododendron-, Bambus- und Kiefernwäldern vor. Im Winter kommt er in niedrigere Höhenlagen herab.

## Unterarten
Bisher sind zwölf Unterarten bekannt:
- Ithaginis cruentus cruentus (Hardwicke, 1821) kommt im Norden Nepals und dem südlichen zentralen Tibet vor.
- Ithaginis cruentus affinis Beebe, 1912 ist in Sikkim, dem Westen Bhutans und dem Südsüdosten Tibets verbreitet.
- Ithaginis cruentus tibetanus Baker, ECS, 1914 kommt im Osten Bhutans und dem Südosten Tibets vor.
- Ithaginis cruentus kuseri Beebe, 1912 ist im Norden Assams und dem Osten Arunachal Pradeshs, dem Ostsüdosten Tibets, und dem Nordwesten Yunnans verbreitet.
- Ithaginis cruentus marionae Mayr, 1941 lebt im Westen Yunnans (Südwest-China) und im Nordosten Myanmars.
- Ithaginis cruentus  rocki Riley, 1925 kommt im Nordwesten Yunnans vor.
- Ithaginis cruentus larkei Rothschild, 1920 kommt in den Bergen von Lijiang vor.
- Ithaginis cruentus geoffroyi Verreaux, J, 1867 ist im Osten Tibets und dem Südwesten Sichuans verbreitet.
- Ithaginis cruentus berezowskii Bianchi, 1904 kommt vom Nordwesten Sichuans bis in den Süden Gansus vor.
- Ithaginis cruentus beicki Mayr & Birckhead, 1937 ist im Nordosten Qinghais verbreitet.
- Ithaginis cruentus michaelis Bianchi, 1904 kommt im Norden Qinghais und dem Nordwesten Gansus vor.
- Ithaginis cruentus sinensis David, 1873 kommt in Shaanxi vor.